# محمود کریمی علویجه
محمود(ارسلان)کریمی علویجه از گویندگان رادیو ایران در خرداد ۱۳۳۴ در علویجه از شهرستانهای  استان اصفهان چشم به جهان گشود. وی جزو نخستین کسانی بود که خبر آزادسازی خرمشهر را از رادیو اعلام کرد. وی پس از جنگ تحمیلی از کار در رادیو کناره گرفت و در پتروشیمی مشغول بکار شد و اندک زمانی بعد طی انجام مأموریتی دولتی به عنوان مدیر نمایندگی پتروشیمی ایران در لندن همراه با خانواده اش به انگلیس اعزام شد. وی پس از پایان مأموریتش مقیم انگلیس شد و از لندن به شهر کوچک بردفورد و سپس به منچستر کوچ کرد. وی ضمن اقامت در تهران، اقامت منچستر انگلستان را نیز داراست.او در حال حاضر در پژوهشگاه علوم انسانی مشغول به کار است.وی پسوند نام خانوادگی خود را به صورت رسمی از علویجه به علوی تغییر داده است.محمود کریمی علوی دارای دو فرزند و دو نوه میباشد.

## تحصیلات
محمود کریمی  تحصیلات ابتدایی را درشهر علویجه از استان اصفهان به پایان رساند. سپس همراه خانواده از شهر علویجه به شهر اصفهان مهاجرت کرد و تحصیلات متوسطه را در دبیرستان هاتف شهر اصفهان به پایان رساند‌ و در فروردین سال ۱۳۵۷ در رشته آمار از مؤسسه آموزش عالی آمار و انفورماتیک تهران لیسانس گرفت.وی پس از خروج از ایران در اواخر دهه شصت خورشیدی ابتدا در لندن و سپس در بردفورد انگلیس اقامت گزید. ایشان در حال حاضر عضو هیئت علمی پژوهشگاه علوم انسانی می‌باشند.

## سابقه کاری
او در اواخر سال ۱۳۵۸ در پی یک فراخوان عمومی از طرف صداوسیمای جمهوری اسلامی ایران مرکز اصفهان، برای گویندگی برگزیده شد و به عنوان گوینده و سپس نویسنده و گزارشگر در این مرکز فعالیت خود را آغاز کرد. پس از شروع جنگ وی از رادیو اصفهان به پادگان ابوذر در استان باختران رفت و در رادیوی مستقر در جبهه سرپل ذهاب در منطقه اسلام‌آباد غرب ارتباط مستقیم با جبهه‌های جنگ را تجربه کرد و به گفته خودش «هر روز با یک ضبط پرتابل راه می‌افتادم و به دفتر و انبار و ستاد و سنگر[ها] سر می‌زدم».
او سپس در اوایل سال ۱۳۶۰ به پخش رادیو در تهران رفت.پس از پایان جنگ از کار در رادیو کناره گرفت و در پتروشیمی مشغول بکار شد.

## خبر آزادسازی خرمشهر
به الگو:جمشید جم تهیه‌کننده ویژه برنامه آزادی خرمشهر حدود ساعت ۱۱ صبح خبر فتح خرمشهر به رادیو رسید و مقرر شد تا ساعت ۱۵ یعنی تا ۴ ساعت بعد به هیچ وجه این موضوع اعلام نشود؛ رزمندگان برای تثبیت مواضع و عوامل رادیو برای کسب آمادگی لازم. پس از هماهنگی‌های لازم پس از بخش خبری ساعت ۱۴ که ساعت ۱۴:۴۵ به اتمام رسید برنامه‌های رادیو در ساعت ۱۵ قطع شد و مارش نظامی به مدت ۳ دقیقه از رادیو پخش شد. وی ادامه می‌دهد: «ناصر کاشانی، گوینده خبر چند بار اعلام کرد: «شنوندگان عزیر توجه فرمایید؛ خونین‌شهر، شهر خون آزاد شد.» سپس مارش ادامه پیدا کرد و به دنبال آن محمد کریمی علویجه، آنتن را در اختیار گرفت و این جمله معروف را گفت: «شنوندگان عزیز توجه فرمایید خرمشهر شهر خون و حماسه آزاد شد.» با شنیدن این جمله مردم که ابتدا باشنیدن صدای گوینده بهت‌زده شده بودند با توجه به حس ویژه‌ای که نسبت به صدای محمود کریمی داشتند به خیابان‌ها ریختند.»

## سایر فعالیتها در زمینه گویندگی
از دیگر کارهای کریمی پوشش زندهٔ مراسم تدفین روح‌الله خمینی در ۱۶ خرداد ۱۳۶۸ بود. از او یک مقتل خوانی (با عنوان «عاشورا، سراپردهٔ راز») که در روزهای عاشورا از رادیو ایران پخش می‌شد نیز باقی‌مانده است.

## پس از جنگ
کریمی علویجه مدتی پس از پایان جنگ تحمیلی، برای درمان به خارج از کشور عزیمت نمود ولی با اتمام تحصیلات خود به تهران بازگشت.اما اندک زمانی بعد به انگلستان مراجعت نمود و در حال حاضر در تهران و منچستر انگلیس اقامت دارد.

## دیدگاه‌ها
علویجه معتقد است یکی از ویژگی‌های رسانه‌های توسعه‌نیافته انتقاد داریم از همه گروه‌ها، دولت‌ها و قدرت‌های رقیب و تکرار محسنات، دستاوردها و موفقیت‌های حکومت متبوع خود است که لاجرم به بی‌اعتمادی عامه مردم نسبت به حکومت می‌انجامد. او در مورد عملکرد رادیو در زمان جنگ بر این باور است که از شروع جنگ در شهریور ۵۹ تا قریب یکسال پس از آزادی خرمشهر یعنی اوایل سال ۱۳۶۲ رادیو به‌طور چشمگیری هم‌راستا و هماهنگ با تحولات واقعی جبهه‌های نبرد بود. اما در مقاطع و مراحل بعدی جنگ هر کجا که ناکامی وجود داشت و عملیات نظامی مطابق برنامه پیش نمی‌رفت به همان میزان انعکاس اخبار و تحولات جبهه‌ها از واقعیت دور می‌شد.
وی در نقد عملکرد رادیو در دوران بعد از جنگ می‌گوید «به سختی می‌توان در این واقعیت مناقشه کرد که فرهنگ‌سازان ایران در ایجاد یک موازنه معقول میان ایرانی بودن و مسلمان بودن چندان توفیقی نداشته‌اند.» هرچند او نسل خود را در این عدم موفقیت مبری نمی‌داند. او می‌گوید «نسل ما در رادیو، نسلی که با انقلاب ۵۷ هویت سیاسی و فرهنگی پیدا کرد، در این نامرادی و بی‌توفیقی سزاوار سرزنش است. ما در سال‌های نخستین انقلاب در اظهار مظاهر ملی این مرز و بوم مثلاً شاهنامه‌خوانی و حتی ساده‌تر از آن پخش سرود «ای ایران» تردید و تجاهل کردیم و تفریط‌های امروز نتیجه افراط‌های دیروز است».

## از نگاه دیگران
محمد علی ابطحی مدیر رادیو در دهه 60 در رابطه با محمود کریمی علویجه می نویسد: "محمود کریمی علویجه صدای ویژه وقت اعلام عملیات بود. پس از مارش چند ثانیه ای،‌ صدای محمود کریمی خودش تابلوی عملیات بود. محمود کریمی از نیکان و ادیبان و صاحبان اندیشه بود. اوایل انقلاب از دانشگاه اصفهان لیسانس گرفته بود و مدتی در رادیو تلویزیون اصفهان بود و بعد گوینده رادیو در تهران شد که زمان مدیریت من بر رادیو، ایشان را به عنوان مدیر پخش برگزیدم و الان هم سالهاست عضو هیئت علمی دانشگاه تربیت مدرس است. از وقتی اعلام وضعیت ویژه می شد و کریمی می گفت، شنوندگان عزیز توجه فرمایید، همه رادیوها روشن می شد و صدایش بلند می شد. خیلی از مساجد بلندگوهایشان را روشن می کردند و برنامه های ویژه را پخش می کردند. خانواده هایی که فرزندانشان در جبهه بودند، دلشوره عجیبی می گرفتند. مارش صدای پیروزی، شهادت و حتی شکست بود. " 